# Cellulosa
Uppslagsordet Träfiber leder hit. Se även träfiberskiva.
|  | Kol |  | Syre |  | Väte |

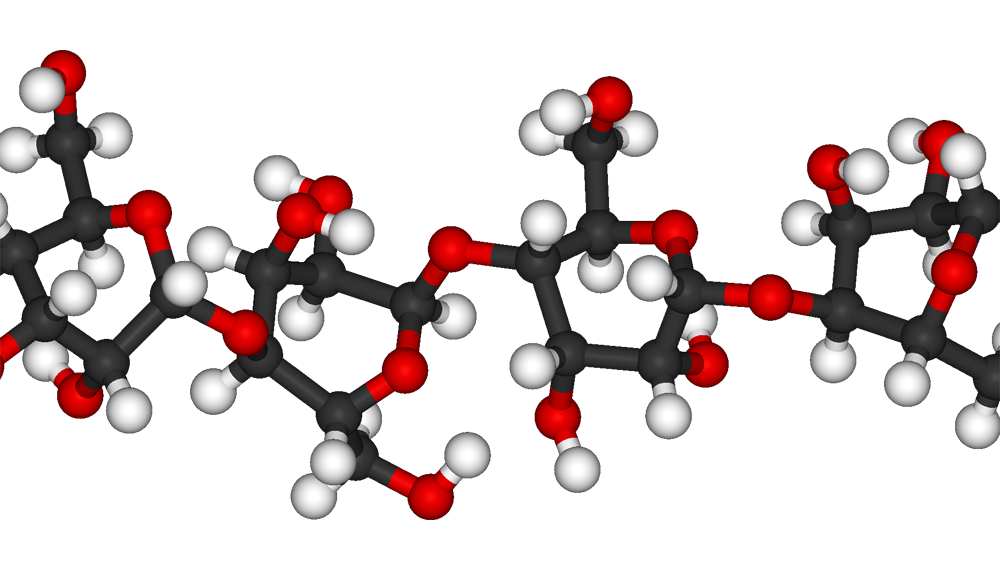
Modell av en del av en cellulosamolekyl.

Cellulosa är en polysackarid som består av β-D-glukosenheter bundna med en (1-4)-glykosidbindning. Cellulosa utgör huvuddelen i växternas cellväggar, och är därmed den vanligaste organiska substansen i naturen. Dessutom syntetiseras cellulosa av en rad andra organismer, som bakterier, alger, oomyceter och havsdjuret sjöpung. Dock packar sig cellulosakedjorna annorlunda i dessa cellulosor än i växtcellulosan. Växt-cellulosan består i huvudsak av Iβ-cellulosa, medan den från alger och bakterier främst består av Iα-cellulosa.  
Ur kostsynpunkt brukar cellulosa benämnas fiber (kostfiber). Människokroppen kan inte utnyttja cellulosa för att få energi. Det beror på att mag- och tarmkanalen inte klarar att ta loss glukosringarna i cellulosa från varandra.

## Uppbyggnad och egenskaper
Cellulosa, liksom stärkelse, är en kolhydrat, mera specifikt en polysackarid. Polysackarider är polymerer uppbyggda av enkla monosackarider, i detta fall β-D-glukosenheter, vilket gör den till en homopolymer. β-D-glukosenheterna är bundna i en rak kedja med  (1-4)glykosidbindning. Enkla sockerarter har formeln C6H12O6 och cellulosa (C12H22O11)n. Skillnaden mellan cellulosa och stärkelse är hur glukosmolekylerna i kedjan är bundna till varandra. I cellulosan är varannan glukosmolekyl vänd "upp och ner", vilket gör att cellulosan får en helt annan struktur än stärkelsen. Cellulosakedjor kan vara mycket långa och innehålla 12 - 15 000 glukosringar. Kedjorna packar sig i buntar som kallas fibriller, eller möjligen mikrofibriller, som i sin tur packar sig i buntar - fibrillaggregat (som även de ibland kallas mikrofibriller). Cellulosa är alltså ett kristallint material. Såväl fibriller som fibrillaggregat hålls samman av icke-kovalenta krafter - huvudsakligen vätebindningar och hydrofob interaktion. Storleken och formen hos fibrillerna varierar mellan olika arter och bestäms troligen redan vid biosyntesen. Högre växter anses ha fibriller som är kvadratiska med 6 x 6 cellulosakedjor, medan bakterier och vissa alger tillverkar betydligt större fibriller som även kan vara tillplattade.

## Biosyntes
Cellulosa tillverkas vid cellernas yttermembran av stora komplex av enzym som kallas terminala komplex. Ett sådant tillverkar flera celluloskedjor parallellt som omedelbart efter polymeriseringen spontant kristalliserar till en fibrill.
Biosyntesen är naturvänlig.

## Nedbrytning
Människans matspjälkningsapparat kan inte spjälka cellulosans β-1,4-glykosidbindningar, därför kan vi inte alls tillgodogöra oss cellulosans energivärde. För detta krävs den typ av specialiserade matsmältningssystem som exempelvis idisslare och termiter har. Dessa utnyttjar i sin tur bakterier som med hjälp av speciella enzymer (cellulaser) kan spjälka cellulosan. I naturen är det bland annat svampar och bakterier som bryter ner cellulosa.

## Tekniska tillämpningar
Cellulosa har en mycket bred teknisk användning. Cellulosa i mer eller mindre naturliga blandningar med andra polysackarider och lignin är råmaterial vid framställning av papper, träfiberisolering, och många former av textilier. Om man framställer helt ren cellulosa ur trämassan kan den användas till en rad andra produkter som till exempel plast, vulkanfiber, konsistensgivare, lim, färg och sprängämnen, då ofta i form av cellulosaderivat. Oderivatiserat cellulosapulver används för att göra tabletter (läkemedel).